# Condado de Warren (Tennessee)
O Condado de Warren é um dos 95 condados do Estado americano do Tennessee. A sede do condado é McMinnville, e sua maior cidade é McMinnville. O condado possui uma área de 1 124 km² (dos quais 4 km² estão cobertos por água), uma população de 34 habitantes, e uma densidade populacional de 38 276 hab/km² (segundo o censo nacional de 2000). O condado foi fundado em 1807.